# Таганрогский завод игрушек «Искра»
Таганрогский завод игрушек «Искра» — завод детской игрушки в Таганроге. Закрыт в 1999 году.

## Названия завода
- с 1930 по 1941 — Завод точных приборов
- с 1941 по 1943 — Цех № 18 Таганрогского авиационного завода им. Г. Димитрова
- с 1943 по 1944 — Завод точных приборов
- с 1944 по 1957 — Таганрогский завод скобяных изделий
- с 1957 по 1967 — Таганрогский завод механической игрушки
- с 1967 по 1993 — Таганрогский завод игрушек «Искра»
- с 1993 по 1999 — ОАО «Таганрогский завод игрушек „Искра“»

## История
Завод точных приборов был организован в Таганроге в 1930 году. До 1934 года он находился в ведении отдела социального обеспечения Северо-Кавказского крайисполкома. Завод выпускал барометры, компасы, фотозатворы, игрушки.
В 1934 году «Азчеркрайсбыт» поручил заводу изготовление горных компасов и комнатных барометров-анероидов. В месяц собиралось до 100 барометров.
Известно, что во втором полугодии 1937 года заводом планировался выпуск 14317 игрушечных самоуправляющихся автомобилей, 84877 паровых лодочек, а также других игрушек.
В 1940 году завод «Точприбор» выпустил первую партию «стреляющих броневиков», механизированную игрушку, эскиз которой был создан конструкторами завода в содружестве с Военной академией механизации и моторизации РККА имени И. В. Сталина.
К 1979 году завод насчитывал 4 производственных площадки, расположенных в разных уголках Таганрога. Заводоуправление и Цех № 4 находились по адресу Донской переулок 74. Цех № 1 — ул. Ломакина 27, Цех № 2 — ул. Свердлова 137, Цех № 3 — ул. Дзержинского 31.
Завод был закрыт в 1999 году.
В июне 2014 года в Южно-Российском научно-культурном центре А. П. Чехова открылась выставка игрушек таганрогского завода «Искра». В экспозицию выставки вошли предметы из частной коллекции игрушек ростовчанина Николая Бобрикова-Добровольского, а также экспонаты из фондов Таганрогского музея-заповедника..

## Директора завода
- с 19?? до 1999 — Ю. В. Иванков
- с 19?? до 19?? — Вдовенко
- с 19?? до 19?? — Бурушкин